# 万安楼

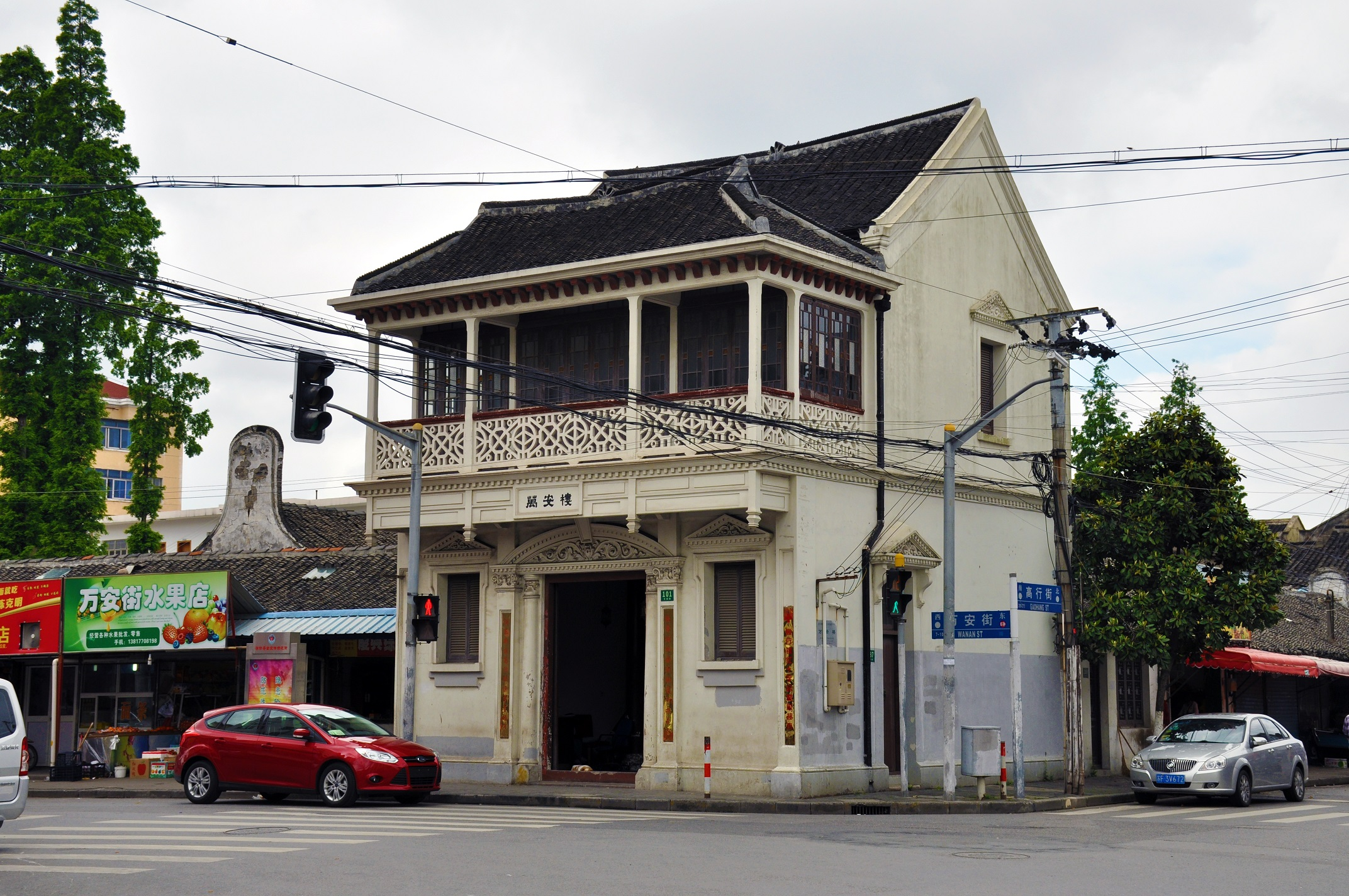

万安楼，位于中华人民共和国上海市浦东新区高行镇万安街101号，建于1912年，混合结构，门楼为西洋装饰，室内为中式，为中西合璧。原为土地庙，曾为“高行八景”的“万安望月”所在地，满月时有登高望月之习俗，后为东沟银行所用，2000年曾改为高行居委老年活动室。2003年3月19日公布为浦东新区不可移动文物点，2017年1月公布为浦东新区文物保护点。